# روز جهانی حجاب
روز جهانی حجاب (به انگلیسی: World Hijab Day) هر ساله در ۱ فوریه (۱۲ بهمن) در ۱۴۰ کشور جهان برگزار می‌شود. این روز به ابتکار نظمه خان (Nazma Khan)، یک زن مسلمان آمریکایی، و پس از واکنش‌های اسلام هراسانۀ پس از رویداد ۱۱ سپتامبر پیشنهاد شد. در «روز جهانی حجاب» زنان غیر مسلمان از ادیان مختلف یک روز را با حجاب گذرانده و تجربه خود از حجاب را بیان می‌کنند.
زنان غیر مسلمانی که در این پویش شرکت داشتند عکس خود را با حجاب در فیس بوک منتشر کردند.